# Chapelle Saint-Luc de Montrouge
La chapelle Saint-Luc, située au 23 avenue du Fort à Montrouge, est un des trois lieux de cultes de la paroisse Sainte Joséphine-Bakhita de Montrouge.

## Histoire du lieu de culte
- En 1959, la Foire de Paris exposait une chapelle modulaire conçue par les architectes Luc et Xavier Arsène-Henry, à la demande de la Conférence des évêques de France.
- Cette chapelle fut remontée sur un terrain appartenant à un club de football fondé au XIXe siècle et appelé Patronage Olier[1].
- Elle a été consacrée en 1961 par le cardinal Feltin[2].
- En 1979 lui a été adjointe une annexe destinée aux cours de catéchisme[3].
- Le 24 novembre 2011, la chapelle est labellisée au titre du Patrimoine du XXe siècle[4].

## Description du bâtiment

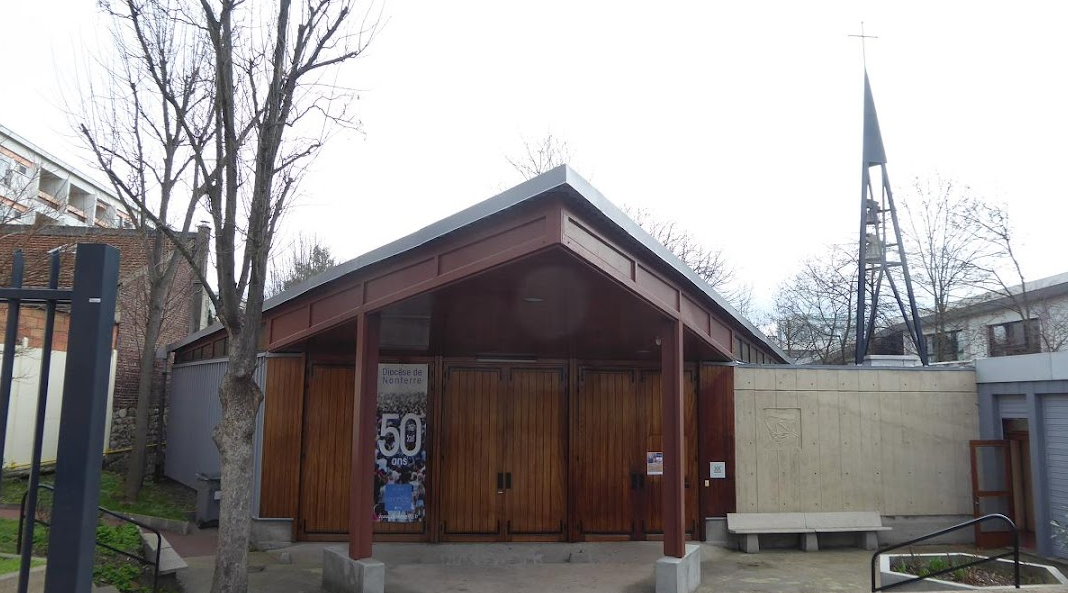
Façade de la chapelle Saint-Luc. novembre 2021.

Cette chapelle est bâtie sur un plan en losange, et peut accueillir trois-cents fidèles.
Elle s'ouvre par une nef dont l'accès se fait par trois portes. Deux cloches électriques sont placées dans un campanile (à droite sur la photographie).
Le mobilier est orné d'un vitrail réalisé par le maître-verrier Gérard Lardeur.

## Localisation
La chapelle est située avenue du Fort, à côté du collège-lycée Maurice-Genevoix et face à la résidence Buffalo.